# Yves Loubet

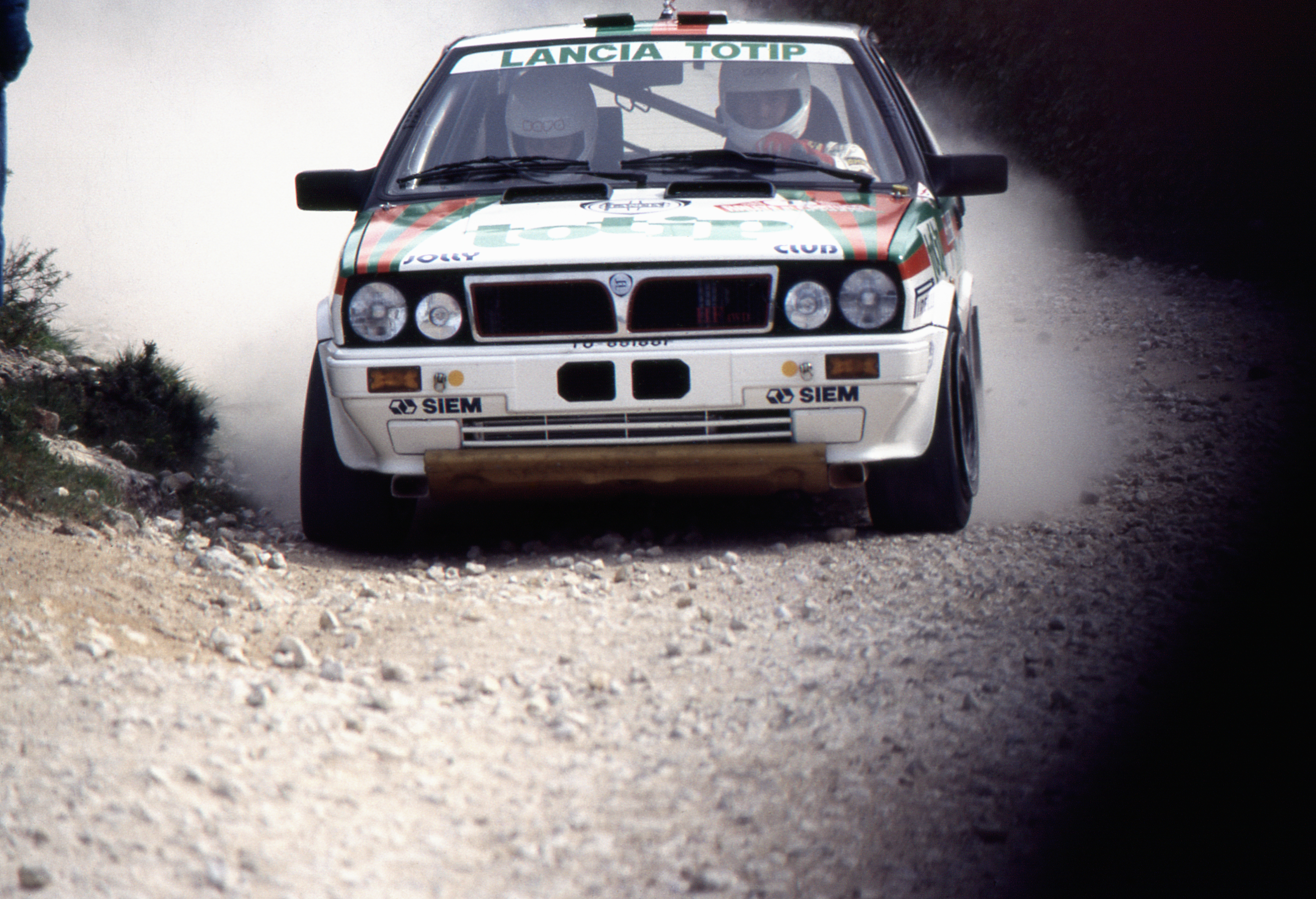
Yves Loubet auf Lancia Delta HF 4WD bei der Rallye Portugal 1988

Yves Loubet (* 31. Oktober 1958 in Porto-Vecchio) ist ein ehemaliger französischer Rallyefahrer.

## Karriere
Der Korse begann seine Karriere 1976 auf einem Opel Kadett. Loubet fuhr vorwiegend in der französischen Rallye-Meisterschaft und in der Rallye-Europameisterschaft. 1989 konnte er die Gesamtwertung der Rallye-Europameisterschaft auf einem Lancia Delta für sich entscheiden. 1987 und 1988 wurde er bei Tour de Corse – einem Lauf zur Rallye-Weltmeisterschaft – jeweils Zweiter. 1986 wurde er Dritter bei der Tour de France für Automobile. Seit 2023 ist Loubet der Verantwortliche des Africa-Eco-Race-Classic.